# Аккошкар
Аккошкар (каз. Аққошқар) — село в Костанайской области Казахстана. Находится в подчинении городской администрации Аркалыка. Административный центр Аккошкарского сельского округа. Расположено примерно в 41 км к юго-западу от города Аркалыка. Код КАТО — 391635100.

## Население
В 1999 году население села составляло 811 человек (408 мужчин и 403 женщины). По данным переписи 2009 года, в селе проживало 629 человек (332 мужчины и 297 женщин).